# Bathyterebra benthalis
Bathyterebra benthalis é uma espécie de gastrópode do gênero Bathyterebra, pertencente a família Terebridae.